# Analogy (album)
Analogy è un album discografico del gruppo di rock progressive tedesco degli Analogy, pubblicato dall'etichetta discografica italiana Dischi Produzioni Ventotto nel giugno del 1972.

## Tracce
Lato A
1. Dark Reflections – 7:00 (Martin Thurn)
2. Weeping My Endure – 4:50 (John Milton, Martin Thurn)
3. Indian Meditation – 4:10 (Martin Thurn)
4. Tin's Song – 1:40 (Martin Thurn)

Lato B
1. Analogy – 9:45 (Analogy)
2. The Year's at the Spring – 4:35 (Elizabeth Barrett Browning, Martin Thurn, Jutta Nienhaus)
3. Pan-Am Flight 249 – 5:15 (Martin Thurn, Jutta Nienhaus)

Edizione CD del 2000, pubblicato dalla Akarma Records (AK 093)
1. Dark Reflections – 7:00 (Martin Thurn)
2. Weeping My Endure – 4:50 (John Milton, Martin Thurn)
3. Indian Meditation – 4:10 (Martin Thurn)
4. Tin's Song – 1:40 (Martin Thurn)
5. Analogy – 9:45 (Jutta Nienhaus, H. J. Mops Nienhaus, Wolfgang Schoene, Martin Thurn, Nicola Pankoff)
6. The Year's at the Spring – 4:35 (Elizabeth Barrett Browning, Martin Thurn, Jutta Nienhaus)
7. Pan-Am Flight 249 – 5:15 (Martin Thurn, Jutta Nienhaus)
8. Sold Out – 4:37 (Martin Thurn, Juan Falenito) – Bonus Track - Edito su 45 giri dal gruppo a nome Yoice (pre-Analogy)
9. God's Own Land – 3:37 (Martin Thurn, J. Anderson) – Bonus Track - Edito su 45 giri dal gruppo a nome Yoice (pre-Analogy)
10. The Suite "A" – 16:01 (Martin Thurn, Anderson) – Bonus Track - Analogy: The Suite
11. The Suite "B" – 11:53 (Martin Thurn, Anderson) – Bonus Track - Analogy: The Suite

Edizione CD del 2001, pubblicato dalla Garden of Delights (CD 059)
1. Dark Reflections – 7:00 (Martin Thurn)
2. Weeping My Endure – 4:50 (John Milton, Martin Thurn)
3. Indian Meditation – 4:10 (Martin Thurn)
4. Tin's Song – 1:40 (Martin Thurn)
5. Analogy – 9:45 (Analogy)
6. The Year's at the Spring – 4:35 (Elizabeth Barrett Browning, Martin Thurn, Jutta Nienhaus)
7. Pan-Am Flight 249 – 5:15 (Martin Thurn, Jutta Nienhaus)
8. Milan on a Sunday Morning – 6:04 (Analogy) – Bonus Track

## Formazione
- Jutta Nienhaus - voce
- Martin Thurn - chitarra elettrica, chitarra acustica a 12 corde, flauto, bongos
- Wolfgang Schoene - basso
- Nicola Pankoff - tastiere
- Hermann-Jürgen Mops Nienhaus - batteria
- Mauro Rattaggi - basso nelle bonus track nell'edizioni successive

Note aggiuntive
- Aldo Pagani - produttore
- Registrato al Mondial Sound di Milano (Italia)
- Tonino Paulillo - ingegnere delle registrazioni
- Analogy - arrangiamenti
- Alberto Carzaniga - design copertina album e fotografia
- Antonio Cagnola - concept
- Ringraziamento speciale a: Mauro Rattaggi (ex bassista)[3]